# Firenze–Pistoia
Firenze–Pistoia var ett italienskt endags individuellt tempolopp i landsvägscykling som kördes på en 25–37 kilometer lång rutt från Florens (Firenze) till Pistoia i regionen Toscana från 1985 till 2008. När UCI Europe Tour instiftades 2005 inkluderades loppet kategoriserat som 1.1.
Ett lopp arrangerat 1870, vunnet av amerikanen Rynner Van Heste, ses ibland angett som första upplagan av detta lopp – men dock inte här (det fanns inte ens säkerhetscyklar då).

## Podieplaceringar
| År   | Vinnare              | Tvåa                 | Trea               |
| 1985 | Rolf Gölz            | Gregor Braun         | Charly Mottet      |
| 1986 | Lech Piasecki        | Charly Mottet        | Rolf Gölz          |
| 1987 | Helmut Wechselberger | Lech Piasecki        | Gianni Bugno       |
| 1988 | Tony Rominger        | Rolf Gölz            | Lech Piasecki      |
| 1989 | Tony Rominger        | Erik Breukink        | Maurizio Fondriest |
| 1990 | Lech Piasecki        | Daniel Steiger       | Mario Kummer       |
| 1991 | Tony Rominger        | Andrea Chiurato      | Franco Ballerini   |
| 1992 | Tony Rominger        | Claudio Chiappucci   | Sean Yates         |
| 1993 | Maurizio Fondriest   | Chris Boardman       | Laurent Bezault    |
| 1994 | Francesco Casagrande | Luca Scinto          | Maurizio Fondriest |
| 1995 | Francesco Casagrande | Gianni Faresin       | Stefano Giraldi    |
| 1996 | Marco Fincato        | Fabio Roscioli       | Massimo Podenzana  |
| 1997 | ej avhållet          | ej avhållet          | ej avhållet        |
| 1998 | Marco Velo           | Ruslan Ivanov        | Luca Scinto        |
| 1999 | Marco Velo           | Gianmario Ortenzi    | Chann McRae        |
| 2000 | ej avhållet          | ej avhållet          | ej avhållet        |
| 2001 | Nathan O'Neill       | Andrea Tafi          | Slawomir Kohut     |
| 2002 | Fabrizio Guidi       | Francesco Casagrande | Jevgenij Petrov    |
| 2003 | Andrea Peron         | Filippo Simeoni      | Dario Cioni        |
| 2004 | Serhij Matvjejev     | Michael Rogers       | Ondřej Sosenka     |
| 2005 | Serhij Matvjejev     | Andrij Grivko        | Giovanni Visconti  |
| 2006 | ej avhållet          | ej avhållet          | ej avhållet        |
| 2007 | Boris Sjpilevskij    | Dario Cioni          | Giovanni Visconti  |
| 2008 | Andrij Grivko        | Marco Pinotti        | Dario Cioni        |